# Edward Ochab
Eduardo Ochab (Cracóvia, 16 de agosto de 1906 – Varsóvia, 1 de maio de 1989) foi um político comunista polonês e principal líder da República Popular da Polônia entre março e outubro de 1956.
Como membro do Partido Comunista da Polônia a partir de 1929, ele foi repetidamente preso por suas atividades sob o governo polonês da época. Em 1939, Ochab participou da Defesa de Varsóvia, mas depois se mudou para a União Soviética, onde se tornou um dos primeiros organizadores e gerentes da União dos Patriotas Poloneses. Em 1943, ele se juntou ao Exército Polonês do General Berling na Frente Oriental como comissário político e rapidamente avançou em suas fileiras. A partir de 1944, ele foi membro do Comitê Central do Partido dos Trabalhadores Poloneses (PPR) e deputado no Conselho Nacional do Estado. Em 1945, ele se tornou ministro da administração pública e ocupou os cargos sucessivos de chefe de propaganda no PPR (1945–1946), chefe de associações cooperativas (1947–1948) e chefe da Associação de Sindicatos (ZZZ) (1948–1949). A partir de dezembro de 1948, ele foi membro adjunto do Politburo do Partido Operário Unificado Polaco (PZPR) (Comunista) e membro titular a partir de 1954.
Entre 1949 e 1950, o General Ochab foi vice-ministro da defesa e liderou o braço político das Forças Armadas. Na Polônia Stalinista, ele foi responsável por alistar os chamados inimigos do povo para trabalhos forçados nas minas do sul da Polônia. Essas unidades eram chamadas de "batalhões de trabalho". Após a morte de Bolesław Bierut, Ochab tornou-se Primeiro Secretário do Partido Operário Unificado Polaco e serviu nessa função entre 20 de março e 21 de outubro de 1956.
Durante o governo de Ochab, o processo de "degelo" pós-stalinista estava bem encaminhado, mas o primeiro-secretário também desempenhou um papel na autorização da repressão violenta da revolta operária em Poznań, em junho. Em outubro, Ochab manteve-se firme contra a liderança soviética e é creditado por ajudar a impedir uma intervenção militar soviética. Ele renunciou ao poder durante o VIII Plenário do Comitê Central do Partido, atendendo aos desejos da maioria dos membros do Politburo de promover Władysław Gomułka. Ochab permaneceu membro do Politburo até 1968 e também trabalhou como ministro da agricultura de 1957 a 1959 e, posteriormente, como secretário do Comitê Central para assuntos agrícolas. Ochab foi vice-presidente do Conselho de Estado Polonês (um órgão coletivo de chefes de Estado) de 1961 a 1964. Ele atuou como presidente do Conselho de Estado de 1964 a 1968. Em 1965-1968, ele também presidiu a Frente de Unidade Nacional.
Edward Ochab renunciou a todos os seus cargos no partido e no Estado e retirou-se da política em 1968, em protesto contra a campanha antissemita conduzida por facções dentro do partido comunista, lideradas pelo Primeiro Secretário Gomułka. Após sua aposentadoria, ele permaneceu um comunista linha-dura convicto, mas também um crítico ferrenho das políticas adotadas pelos regimes de seus sucessores.

## Biografia
Edward Ochab nasceu em Cracóvia em 16 de agosto de 1906. Seu pai era um funcionário administrativo nos escritórios centrais da polícia de Cracóvia. Em Cracóvia, Edward concluiu o ensino fundamental e, em 1925, o ensino médio (a Academia de Comércio). Em 1926–1927, ele frequentou e se formou em um curso superior em ciências cooperativas no Departamento de Agricultura da Universidade Jaguelônica. A partir de setembro de 1925, ele foi empregado em uma associação rural cooperativa em Wieliczka. Em 1928, tornou-se gerente de uma empresa cooperativa em Radom.
Ochab foi convocado e, em junho de 1928, enviado para uma escola militar, mas foi julgado por ter uma atitude subversiva, aparentemente um comunista declarado, empregado permanentemente em cooperativas de trabalhadores. A escola o liberou em outubro. Ochab retornou para administrar sua cooperativa em Radom até fevereiro de 1930.

## Ativista do Partido Comunista da Polônia
Ochab tornou-se membro do Partido Comunista da Polônia no verão de 1929. Nos dez anos seguintes, ele foi preso cinco vezes e passou seis anos e meio como prisioneiro político nas prisões da Sanacja, sendo liberado intermitentemente por motivos de saúde (sofreu de tuberculose). Quando não estava na prisão, trabalhou na executiva do partido em Radom, Cracóvia, Katowice, Varsóvia, Łódź, Toruń, Gdynia e Włocławek, frequentemente se mudando ou se escondendo. Ochab estava entre os organizadores das greves dos mineiros em Zagłębie Krakowskie (1932), em Zagłębie Dąbrowskie (1935) e da greve geral dos trabalhadores têxteis em Łódź (1936).
Ochab casou-se com uma colega ativista comunista, Rachela Silbiger, enfermeira de uma família judia "pobre e simples". Eles tiveram quatro filhas, nascidas nas décadas de 1930 e 1940.
Em 7 de setembro de 1939, as forças alemãs se aproximavam de Varsóvia e os guardas da prisão de Varsóvia onde Ochab estava detido fugiram. Libertado por outros presos, ele viajou para Garwolin, mas, ao descobrir os preparativos para a defesa de Varsóvia, retornou à capital para participar. Em 11 de setembro, Ochab juntou-se a um regimento de defesa dos trabalhadores e lutou na unidade mal armada até a capitulação da cidade.
Para continuar seu trabalho partidário e proteger sua esposa, Ochab decidiu então se mudar para os territórios controlados pela União Soviética. Ele havia conhecido "milhares de camaradas" (embora muitos tenham perecido nos expurgos de Stalin), estava completamente familiarizado com a situação da esquerda polonesa e estava pronto para se engajar na reconstrução do movimento revolucionário polonês. Com outros que compartilhavam seu ponto de vista, os Ochab embarcaram em uma viagem a Siedlce em 2 de outubro e de lá seguiram para Lwów.

## Na União Soviética
Ochab viveu e trabalhou em Lviv até junho de 1941. Ele organizou lá um pequeno círculo de simpatizantes comunistas poloneses, mas em junho abordou as autoridades soviéticas declarando prontidão para retornar à Polônia ocupada pelos nazistas para trabalho conspiratório. No entanto, a Alemanha atacou a União Soviética, Ochab se voluntariou para o Exército Vermelho e foi designado para uma unidade auxiliar. No inverno, seus problemas de saúde reapareceram e o fizeram retornar ao trabalho civil na seção polonesa de um instituto soviético de publicação de língua estrangeira. Em maio de 1943, a empresa foi transferida para Moscou. Ochab tornou-se ativo na recém-formada União dos Patriotas Poloneses lá, liderando seu departamento administrativo-econômico.
Enquanto as forças armadas polonesas controladas pelos pró-soviéticos e comunistas estavam sendo formadas na União Soviética, em junho de 1943 Ochab se juntou à 1.ª Divisão de Infantaria Tadeusz Kościuszko e foi alistado como oficial político com a patente de segundo-tenente. Em outubro de 1943, ele lutou bravamente na Batalha de Lenino, pela qual foi condecorado com as medalhas polonesas e soviéticas por bravura. No verão de 1944, o tenente-coronel Ochab já era membro do Comitê Central do Partido dos Trabalhadores Poloneses.

## Funcionário do partido e do estado, 1944–1956
Em julho de 1944, em Lublin, Ochab tornou-se plenipotenciário oficial do comando do Primeiro Exército Polonês. Em setembro, foi promovido ao posto de vice-comandante do Exército para assuntos políticos. Ele alegou ter participado da luta militar por Varsóvia e da campanha para atravessar o Vístula naquela época. Em novembro, Ochab foi dispensado do exército e enviado para trabalhar no Comitê Polonês de Libertação Nacional, o nascente governo comunista, onde se tornou vice-chefe do Departamento de Administração Pública. A partir do início de 1945, o PKWN foi transformado no Governo Provisório e Ochab foi subsecretário no Ministério da Administração Pública, avançando em abril para o cargo de ministro. Como general plenipotenciário para os Territórios Recuperados (anteriormente terras alemãs assumidas pela Polónia), em 25 de Junho de 1945, Ochab emitiu uma directiva proibindo e ameaçando com sanções a perseguição de alemães ainda presentes ou a aplicação de repressões semelhantes às utilizadas pela Alemanha Nazista contra os polacos. Deixou o governo no final de Junho, quando este se tornou o Governo Provisório de Unidade Nacional.
Depois disso, Ochab foi membro do Secretariado e ocupou o cargo de chefe de propaganda do PPR (1945–1946) e de primeiro secretário da filial regional do PPR em Katowice (1946–1948). Ele retornou às suas atividades cooperativas e trabalhistas, como chefe de associações cooperativas de trabalhadores em 1947-1948 e chefe do Conselho Central de Sindicatos em 1948-1949. Em dezembro de 1948, o PPR e o Partido Socialista Polonês se tornaram o único Partido Operário Unificado Polaco (PZPR), que governaria a Polônia até 1989. No novo partido, Ochab se tornou um membro adjunto do Politburo (1948–1954).
Em mais uma reviravolta na carreira militar de Ochab, em 1º de abril de 1949, o presidente Bolesław Bierut o nomeou general e primeiro vice-ministro da defesa. O ministro Michał Rola-Żymierski foi substituído em novembro de 1949 por Konstantin Rokossovsky, um marechal soviético de origem polonesa. A partir de janeiro de 1950, na época da crescente sovietização do exército polonês, Ochab liderou a divisão política das forças armadas. Em junho, Rokossovsky o dispensou do serviço militar ativo e de suas atribuições no Ministério da Defesa.
Em 1950–1952, Ochab presidiu a Sociedade de Amizade Polaco-Soviética. Foi secretário do Comitê Central a partir de 1950, responsável pela área de ideologia. A partir de 1952, também liderou a supervisão da divisão política militar pelo Comitê Central.
Naquela época e mais tarde em sua carreira, Ochab tinha uma tendência a expressar suas opiniões em termos radicais e intransigentes. Quando o cardeal Stefan Wyszyński foi preso em 25 de setembro de 1953, Ochab publicou um artigo ferozmente crítico ao primaz no Trybuna Ludu, o jornal oficial do partido. Em relação à perseguição e prisão de Władysław Gomułka, Ochab mais tarde culpou Stalin e Beria, em vez de Bierut ou Jakub Berman.
No Segundo Congresso do PZPR, em março de 1954, Ochab finalmente tornou-se membro pleno do Politburo. Para muitos no partido, ele era considerado um "herdeiro aparente" e estava pronto para assumir o cargo quando o Primeiro Secretário Bierut faleceu em Moscou, em março de 1956.

## Primeiro Secretário do Partido Operário Unificado Polaco
O Secretário-Geral Nikita Khrushchov do Partido Comunista da União Soviética, compareceu ao funeral de Bierut e permaneceu em Varsóvia para participar das deliberações do 6º Plenário do Comitê Central do PZPR, encarregado de eleger um novo primeiro secretário. Aleksander Zawadzki era o outro candidato principal, mas no final Edward Ochab foi escolhido por unanimidade em 20 de março. Ochab era visto como um candidato de compromisso pelas facções rivais Puławy e Natolin do partido. Logo ele foi percebido como conectado ao grupo Puławy mais liberal.
Em junho de 1956, Ochab compareceu a uma reunião de líderes do Comecon em Moscou. Ele demonstrou seu estilo de confronto ao responder às acusações de fornecimento supostamente inadequado de carvão da Polônia. Mas o encontro também o fez duvidar de sua adequação a longo prazo como primeiro-secretário.
Após o 6.º Plenário do PZPR e a eleição de Ochab, os processos de desestalinização na Polônia entraram em sua fase acelerada. A imprensa discutiu criticamente os assuntos anteriormente proibidos. O partido estava dividido e preocupado com seus assuntos internos. O Sejm (legislatura nacional), até então incapaz de exercer qualquer influência real, aproveitou a oportunidade e declarou ampla anistia, que incluía em primeiro lugar as transgressões de natureza política. Em 20 de maio, metade dos 70.000 prisioneiros em todo o país estavam livres. Vários funcionários considerados responsáveis pelos abusos stalinistas foram removidos de seus cargos, incluindo Berman, que renunciou ao cargo de membro do Politburo no início de maio. Segmentos da sociedade polonesa, incluindo intelectuais, jovens (especialmente acadêmicos) e até mesmo trabalhadores da indústria pesada estavam em estado de agitação e reivindicando seus direitos inerentes e soberanos, conhecidos em polonês como podmiotowość.
O que estava acontecendo sob a supervisão de Ochab não se revelou uma evolução semicontrolada do sistema, pois em 28 de junho, trabalhadores da empresa industrial Cegielski, em Poznań, frustrados com a incapacidade de resolver suas queixas por meio dos canais oficiais, entraram em greve e se revoltaram. Outros trabalhadores e moradores de Poznań aderiram, e a violência se instalou. Ochab deu permissão ao Ministro da Defesa, Rokossovsky, para enviar unidades militares à cidade e usar a força necessária para controlar a revolta "contrarrevolucionária". Dezenas de pessoas, em sua maioria civis, foram mortas e danos massivos foram sofridos durante os dois dias de combate.
O 7.º Plenário do Comitê Central deliberou na segunda quinzena de julho. Colocou parte da culpa pelos protestos de Poznań em erros burocráticos e econômicos. Liberalização e democratização foram discutidas e foi tomada a decisão de readmitir no partido os anteriormente expulsos Gomułka, Spychalski e Kliszko. A acusação de "desvio nacionalista de direita" de Gomułka foi mantida, mas tanto a facção Puławy quanto a Natolin estavam promovendo a ideia de seu retorno ao poder. Ochab, que em 1948 atacou fortemente Gomułka, estava agora superando suas objeções pessoais e evoluindo para confiar ao antigo chefe do PPR um alto cargo. Em 31 de julho, delegados pelo Politburo, Ochab e Zawadzki tiveram sua reunião inicial com Gomułka, que durou várias horas. Posteriormente, a Rádio Polonesa transmitiu a informação do retorno de Gomułka ao partido.
Em setembro, Ochab disse a Józef Cyrankiewicz para oferecer a Gomułka uma posição que Cyrankiewicz fosse competente para oferecer. Cyrankiewicz ofereceu a Gomułka seu próprio cargo, o de primeiro-ministro. Gomułka considerou a mudança prematura e rejeitou a proposta. Tornou-se evidente para o establishment do PZPR que Gomułka pretendia substituir Ochab como primeiro-secretário. Gomulka foi convidado a participar das conferências do Politburo que ocorreram nos dias 12, 15 e 17 de outubro.
O 8º Plenário foi convocado para 19 de outubro. O público foi informado da data e da participação de Gomułka nas reuniões do Politburo pela Agência de Imprensa Polonesa. Um estatuto que Ochab submeteu para ser apresentado ao Plenário foi criticado por Roman Zambrowski e Zawadzki. A maioria dos membros do Politburo votou pela redução do órgão para nove membros e a lista proposta não incluía o Ministro Rokossovsky.
Os soviéticos estavam cada vez mais preocupados com os planos da liderança do PZPR e o embaixador soviético apresentou em 17 de outubro o "convite" de Nikita Khrushchev para que os líderes poloneses visitassem Moscou imediatamente. Ochab se opôs ao momento e se recusou a fazer a viagem. Os soviéticos reagiram com o anúncio (18 de outubro) da chegada de Khrushchev e da delegação soviética a Varsóvia em 19 de outubro, dia em que o 8º Plenário estava marcado para iniciar suas deliberações. Em 18 de outubro, o Politburo polonês, descontente com a perspectiva de interferência soviética (ou a aparência de tal interferência) no debate do Plenário, designou Ochab, Cyrankiewicz, Zawadzki e Gomułka para receber os soviéticos no aeroporto.
Sua chegada foi precedida por movimentações militares ameaçadoras. As formações soviéticas presentes na Polônia avançavam em direção a Varsóvia e foram detidas a menos de cem quilômetros da capital. Unidades na Alemanha Oriental foram colocadas em estado de prontidão e vários navios de guerra soviéticos se aproximaram da Baía de Gdansk. Sob a liderança de Ochab, que "manteve-se firme na defesa da soberania da Polônia", o Exército polonês e as forças de segurança interna foram colocados em posições defensivas nas proximidades de Varsóvia, e os prédios onde o Plenário da PZPR e as reuniões com a delegação soviética deveriam ocorrer foram protegidos. Não está claro quais eram as intenções das formações controladas pelo Ministro da Defesa Rokossovsky e comandantes leais a ele. Uma crise ainda maior não estava distante, porque os soviéticos não informaram as defesas aéreas polonesas de sua chegada e os caças poloneses se apressaram para enfrentar o avião que entrava no espaço aéreo polonês. No aeródromo militar, Khrushchev primeiro cumprimentou um grupo separado de generais soviéticos e, em seguida, aproximou-se dos camaradas poloneses, brandindo o punho e gritando comentários depreciativos.
O 8.º Plenário realizou alguns trabalhos introdutórios e suspendeu as deliberações para permitir que a liderança comparecesse às conversas separadas com os líderes soviéticos. As negociações com os soviéticos foram muito difíceis e duraram até a 1h da manhã. Khrushchev se opôs às mudanças planejadas no Politburo e à falta de "consultas fraternais", incluindo a remoção do Marechal Rokossovsky, notou o aumento da atividade de elementos antissoviéticos na Polônia e ameaçou uma intervenção militar ativa. Ochab respondeu que os próprios líderes soviéticos não consultariam os poloneses sobre mudanças em sua liderança. Ele, Gomułka, Cyrankiewicz e Zambrowski tentaram tranquilizar os soviéticos de que seus interesses não estavam ameaçados. Durante um intervalo, a delegação soviética foi à sua embaixada para conversas internas e levou o Ministro Rokossovsky com eles.
Após seu retorno, os soviéticos demonstraram uma abordagem mais amigável, mas Khrushchev estava preocupado que Gomułka, o presumido próximo líder do partido comunista polonês, pudesse ser um social-democrata. Gomułka, respondeu Cyrankiewicz, combinava patriotismo polonês com lealdade à União Soviética. Ochab disse a Khrushchev que, dadas as circunstâncias, Gomułka era a melhor escolha para liderar o país, negando aos soviéticos a esperança de tirar vantagem de uma divisão dentro do partido polonês. A atitude conciliatória, mas inflexível, demonstrada pelos negociadores poloneses e o amplo apoio popular que eles obviamente desfrutavam convenceram o Presidium Soviético a cancelar os movimentos militares em andamento e adiar as negociações futuras para a visita acordada de Gomułka em Moscou em novembro. No início de 20 de outubro, a delegação soviética partiu, deixando o 8.º Plenário continuar seus negócios sem perturbações.
Ochab decidiu não se opor à ascensão de Gomułka ao poder, porque percebeu que um partido dividido daria aos soviéticos uma desculpa perfeita para intervir. Ele poderia facilmente ter se aliado ao marechal Rokossovsky e outros membros descartados do Politburo, mas colocou os interesses da Polônia acima de sua própria carreira. Em sua própria mente, Ochab se submeteu legitimamente à vontade do Politburo e do Comitê Central. Ele não era fã de Gomułka e sentia que promovê-lo como o salvador da Polônia, inevitavelmente em formação, seria degradante para todo o partido polonês. Mas Edward Ochab fez tudo o que pôde para salvar a Polônia de eventos trágicos em grande escala, como os que logo foram experimentados pela Hungria.

## Trabalho na agricultura e como chefe de Estado
Ochab permaneceu membro do novo Politburo, de tamanho reduzido. Ele era visto como próximo das facções de Zambrowski e Gomułka no partido. Em maio de 1957, já depois que a coletivização anterior da agricultura polonesa havia sido em grande parte revertida, ele se tornou ministro da agricultura. Naquela época, Ochab apoiava agricultores individuais e suas pequenas associações, não as grandes cooperativas anteriormente favorecidas pelo estado. As mais fracas Fazendas Agrícolas Estatais (PGR) de propriedade estatal, Ochab, se transformaram em unidades cooperativas. Em outubro de 1959, Ochab desistiu de seu cargo ministerial, mas continuou seu papel de supervisão na mesma área como secretário do Comitê Central responsável por assuntos agrícolas.
Além disso, em 1961, Ochab tornou-se vice-presidente do Conselho de Estado, um órgão coletivo do chefe de Estado. Após o Quarto Congresso do PZPR (junho de 1964), ele manteve sua filiação ao Politburo e o cargo de secretário do Comitê Central. No entanto, em agosto, o presidente Aleksander Zawadzki morreu, e Ochab assumiu a função de presidente do Conselho de Estado. Ele agora receberia líderes estrangeiros como representante oficial do estado polonês. Em março de 1966, Ochab notificou o primata Stefan Wyszyński que o Papa Paulo VI estava tendo seu pedido de visitar a Polônia para as celebrações do Milênio do Cristianismo Polonês negado por causa das contínuas relações diplomáticas do Vaticano com o governo polonês no exílio.

## Março de 1968
Os eventos na Polônia, geralmente descritos sob o título de março de 1968, na verdade começaram após a Guerra dos Seis Dias entre Israel e os países árabes, em junho de 1967. Em 19 de junho, o Primeiro Secretário Gomułka discursou em Varsóvia para um congresso sindical e implicitamente se referiu à população judaica polonesa como a quinta coluna. Ochab insistiu que o termo deveria ser excluído da transcrição publicada do discurso, e foi.
As manifestações estudantis amplamente divulgadas em Varsóvia ocorreram em 8 de março de 1968. Em 19 de março, Gomułka proferiu outro importante discurso televisionado. Revisando o texto com outros membros do Politburo com antecedência, Ochab se opôs à referência de Gomułka a "jovens estudantes de origem judaica". Argumentou que os jovens judeus eram justificadamente sensíveis devido aos milhões de judeus mortos na Polônia durante a Segunda Guerra Mundial.
As esposas de Ochab e Gomułka eram judias, mas, diferentemente de Gomułka, Ochab não demonstrou tolerância aos excessos antissemitas. Para protestar contra as políticas adotadas em 1967-68 na Polônia, ele decidiu renunciar a todos os seus cargos estaduais e partidários, efetivamente se aposentando da vida política. Ele escreveu cartas apropriadas ao Politburo e ao Sejm e teve uma conversa final com Gomułka, Cyrankiewicz e Kliszko. Ele escreveu sobre a "campanha antissemita organizada pelos vários elementos reacionários, os falangistas de ontem e seus protetores de alto escalão de hoje" (facção de Mieczysław Moczar no partido). O Politburo aceitou sua renúncia em 8 de abril e, três dias depois, o Sejm substituiu Ochab por Marian Spychalski como presidente do Conselho de Estado. O general Wojciech Jaruzelski, chefe do Estado-Maior das Forças Armadas, substituiu Spychalski como ministro da defesa.

## Aposentadoria
Ochab começou por salvaguardar os documentos que garantiam o seu papel histórico, os quarenta anos em que esteve ativo no movimento comunista. Testemunhou a queda de Gomułka do poder em 1970 e a mudança geracional na PZPR, tendo posteriormente expressado opiniões altamente críticas quanto ao uso da força contra os trabalhadores manifestantes, embora ele próprio tivesse tomado decisões comparáveis em 1956.
Ele observou cuidadosamente as negociações da nova liderança de Edward Gierek. Quando as Diretrizes do Partido foram publicadas antes de seu Sexto Congresso e a base foi convidada a debatê-las, Ochab aproveitou a oportunidade e digitou em 30 de setembro de 1971 várias páginas de Comentários Críticos Introdutórios . A carta, que incluía ideias reformistas, revisionistas ou social-democratas, causou alvoroço porque logo foi publicada pelo jornal polonês emigrado Kultura em Paris sob o título Edward Ochab na Oposição.
O ex-primeiro-secretário criticou a ascensão de pessoas cínicas e carreiristas, que serviam apenas ao autocrata (Gomułka) e seu círculo, a cargos de gestão no partido e no Estado. Ele pediu medidas para impedir tais "deformações" agora e no futuro. Propôs uma redução radical no escopo e no orçamento do Ministério do Interior e a remoção de cargos de responsabilidade de "burocratas irreformáveis, pessoas com mentalidade de carreira, seguidores encapuzados da ONR, antissemitas, nacionalistas e pessoas moralmente desprovidas". O Sejm "completamente inerte" deveria ser eleito por meio de eleições competitivas a partir de listas separadas de partidos participantes e ativistas não filiados a nenhum partido (membros da Frente de Unidade Nacional), o que seria aplaudido pelo eleitorado e por "nossos irmãos, os comunistas ocidentais". As peculiaridades das soluções propostas por Ochab incluíam a defesa dos métodos "leninistas" originais, como o estabelecimento de Conselhos de Delegados Operários nas empresas, e sua crença de que antigos camaradas do Partido Comunista da Polônia pré-guerra deveriam retornar ao poder. Despojada de sua fraseologia leninista, a ideia de Conselhos Operários poderosos poderia ser interpretada como um apelo a um movimento sindical massivo (delegados eleitos em todas as instituições que empregassem cem ou mais pessoas constituiriam coletivamente uma segunda câmara do parlamento), algo tentado vários anos depois pelo Solidarność. Tais postulados (ou sua disseminação no exterior) não teriam sido bem recebidos pela nova liderança do PZPR, e Ochab e suas opiniões foram severamente repreendidos. Durante uma disputa em sua organização partidária local, Ochab alertou que a atual política de investimentos ainda estava errada: "a economia entrará em colapso, o que criará um novo dezembro".
De 13 de novembro de 1971 a 19 de janeiro de 1972, Ochab e sua esposa fizeram um cruzeiro pela costa da Europa Ocidental e pelo Mar Mediterrâneo a bordo de um navio mercante polonês. Durante a viagem, foram seguidos de perto pelos serviços secretos poloneses, mas o governo arcou com todos os custos.
Em outubro de 1977, Ochab foi um dos signatários da carta endereçada ao Primeiro Secretário Gierek e ao Politburo. Ela foi assinada por um grupo de intelectuais e ex-ativistas do partido e criticava duramente o histórico político e econômico da equipe de Gierek. A carta se referia aos protestos do ano anterior e pedia reformas políticas e democratizantes fundamentais. Repressões e restrições apenas agravariam a crise, escreveram os autores, e o diálogo aberto com a sociedade era necessário. Eleições livres para o Sejm e os conselhos locais e, especialmente, uma parceria estreita com os sindicatos foram instadas como pré-requisitos para qualquer melhora real na precária situação interna do país.

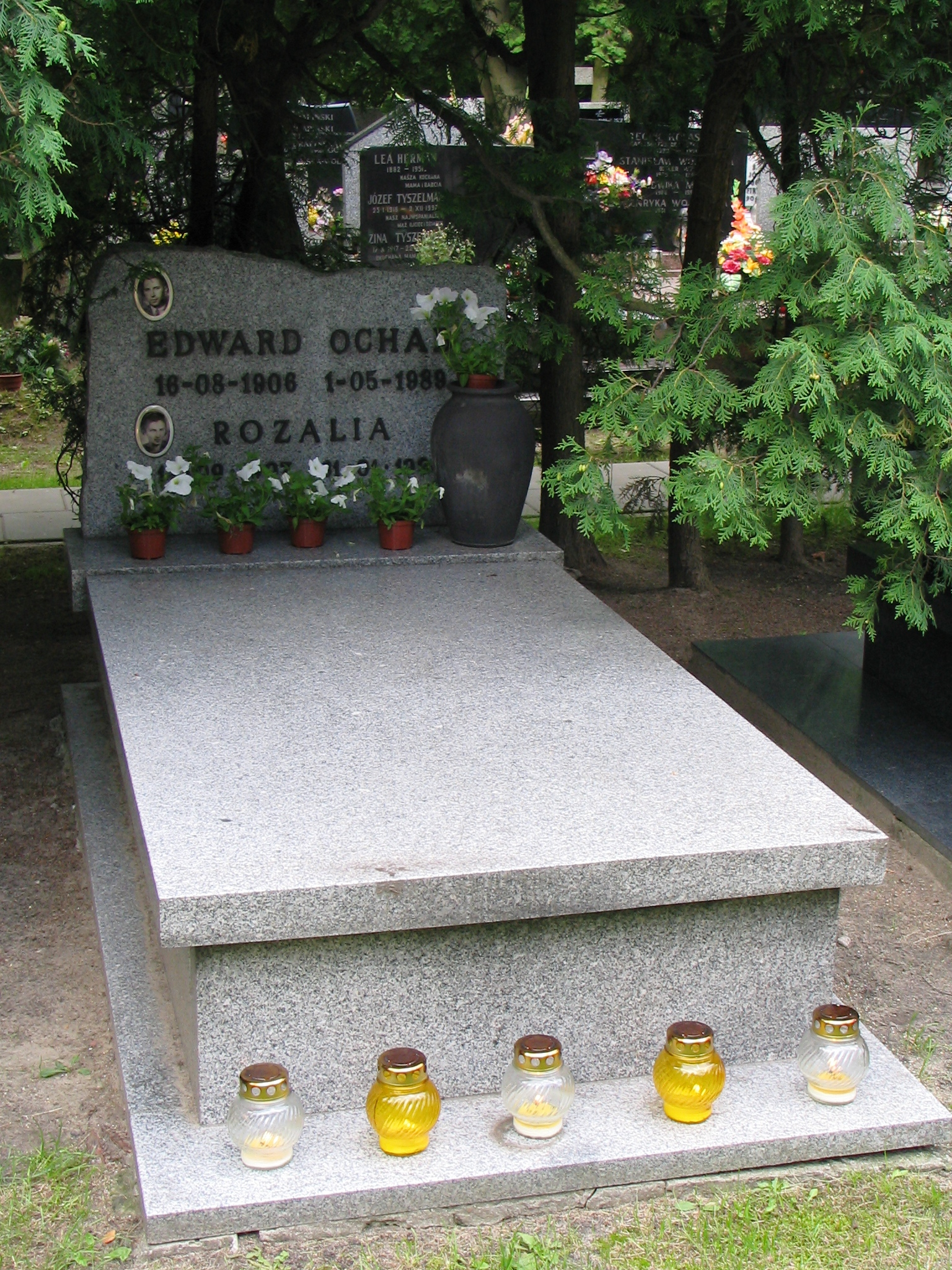
Túmulo de Edward Ochab e sua esposa Rozalia no Cemitério Militar de Powązki em Varsóvia

Em novembro de 1979, com a aproximação do Oitavo Congresso do PZPR, Ochab escreveu uma carta de dez páginas aos Camaradas Comunistas, que Jerzy Eisler caracteriza como altamente ideológica, desvinculada de qualquer utilidade prática. A maior parte da atual liderança do partido, escreveu Ochab referindo-se aos eventos da Polônia pré-guerra, "não havia participado da luta contra os órgãos fascistas do poder da burguesia polonesa"; muitos "não apreciavam a importância histórica da luta dos comunistas contra o governo vergonhoso da burguesia reacionária polonesa". Mais adiante na carta, Ochab se envolveu em polêmicas com os trabalhos recentes de historiadores poloneses, que ele interpretou como uma reabilitação e legitimação progressivas do regime da Sanacja. Tais obras levam claramente a um encobrimento do regime reacionário de nossos capitalistas e grandes latifundiários, a um menosprezo pelo papel histórico dos comunistas na luta contra o fascismo e às políticas terroristas hostis às massas dos Piłsudskiites, Nacional-Democratas e ONR. Os veneráveis professores negam o caráter fascista dos governos pós-Maio. O ex-primeiro-secretário, que passou parte considerável de sua juventude em prisões da Sanacja, escreveu também sobre a responsabilidade pelo "sangue derramado de milhares de trabalhadores e camponeses assassinados durante greves e ocupações, em pogroms antissemitas e anti-ucranianos, nas perseguições nas prisões e em Bereza Kartuzka", que recai sobre o "regime militar obtuso, cego pelo ódio à União Soviética, às nações subjugadas e às massas polonesas". Por fim, Ochab denunciou os atuais "grupos antissocialistas", que caluniavam a democracia popular e o marxismo; "Eles sonham com a ativação antissocialista dos aiatolás poloneses" (a hierarquia da Igreja Católica). Ochab sentia-se incomodado tanto com o emergente grande movimento operário independente, o futuro Solidariedade, quanto com seu próprio partido "comunista", no qual ele tanto criticava.
Edward Ochab died on 1 May 1989, between the conclusion of the Round Table groundbreaking negotiations and the historic elections of 4 June, which marked the beginning of the systemic change in Poland. At Ochab's funeral on 8 May at the Powązki Military Cemetery, Stefan Jędrychowski stressed his role in the dissemination of Khrushchev's secret report among the PZPR members in March 1956. Ochab was deeply disappointed by the Sino-Soviet split, Jędrychowski said, and welcomed Mikhail Gorbachev's reforms as long-awaited and giving reasons for hope.
Edward Ochab morreu em 1 de maio de 1989, entre a conclusão das negociações inovadoras da Mesa Redonda e as eleições históricas de 4 de junho, que marcaram o início da mudança sistêmica na Polônia. No funeral de Ochab em 8 de maio no Cemitério Militar de Powązki, Stefan Jędrychowski enfatizou seu papel na disseminação do relatório secreto de Khrushchev entre os membros do PZPR em março de 1956. Ochab estava profundamente decepcionado com a ruptura sino-soviética, disse Jędrychowski, e acolheu as reformas de Mikhail Gorbatchov como muito esperadas e dando razões para esperança.

## Prêmios e condecorações

### Honras nacionais
- Ordem dos Construtores da Polônia Popular
- Ordem do Estandarte do Trabalho (1ª Classe)
- Ordem da Cruz de Grunwald (2ª Classe)
- Ordem da Cruz de Grunwald (3ª Classe)
- Cruz de Prata da Virtuti Militari
- Cruz de Valor
- Cruz de Mérito
- Medalha "Pela Sua e Nossa Liberdade"
- Cruz da Revolta da Silésia
- Medalha do 30.º Aniversário da Polônia Popular
- Medalha do 40.º Aniversário da Polônia Popular
- Medalha de Varsóvia 1939–1945
- Medalha do 10.º Aniversário da Polônia Popular
- Medalha de Ludwik Waryński
- Distintivo do 1000º Aniversário do Estado Polonês
- Distintivo Honorário da Cidade de Poznań

### Honras internacionais
- Grã-Cruz da Legião de Honra (França)
- Grã-Cruz da Ordem da Rosa Branca da Finlândia (Finlândia)
- Cavaleiro Grã-Cruz com Colar da Ordem do Mérito da República Italiana (Itália)
- Colar da Ordem de Pahlavi (Estado Imperial do Irã)
- Grande Cordão da Ordem da Rainha de Sabá (Império Etíope)
- Grande Cordão da Ordem do Nilo (Egito)
- Cruz da Ordem Militar do Leão Branco (Tchecoslováquia)
- Ordem da Estrela Vermelha (União Soviética)
- Medalha do Jubileu "Em Comemoração ao 100.º Aniversário do Nascimento de Vladimir Ilitch Lenin" (União Soviética)